# Estación de Parc Logístic
La estación de Parc Logístic del metro de Barcelona es una estación de la línea 9 que está situada en la avenida del Parc Logístic, calle paralela al cinturón del litoral, y da servicio al parque logístico de la Zona Franca. La estación tiene ascensores y escaleras mecánicas. En esta estación no solamente pararán trenes de la línea 9, también llegarán trenes de la línea 2 por el mismo túnel y que permitirán llegar al centro de Barcelona. La estación de la L9 se abrió al público el 12 de febrero de 2016, y la de la L2 aún no tiene fecha.
| << cabecera | < estación | línea                      | estación > | cabecera >>           |
| ----------- | ---------- | -------------------------- | ---------- | --------------------- |
| Metro       |            |                            |            |                       |
| Aeroport T1 | Mercabarna | (20??)                     | Fira       | Badalona Pompeu Fabra |
| Aeroport T1 | Mercabarna | Zona Universitària Can Zam | Fira       |                       |